# Никоноров, Кирилл Олегович
Кирилл Олегович Никоноров (род. 8 января 1990, Куйбышев) — российский хоккеист, нападающий. Мастер спорта России (2015). Тренер.

## Биография
Воспитанник самарского хоккея. С сезона 2005/06 стал играть в первой лиге за «Ладу-2», в сезоне 2007/08 также провёл три матча за «Ладу» в Суперлиге. Сезон-2008/09 начал в ЦСК ВВС, затем вернулся в «Ладу». Провёл за команду в следующем сезоне 47 матчей в КХЛ, затем играл за ладу в ВХЛ и за «Ладью» в МХЛ. Сезон-2012/13 начал в ХК «Рязань», но в конце октября вернулся в «Ладу». Играл в ВХЛ за «Торос» (2014/15, MVP плей-офф ВХЛ, 2015/16), «Зауралье» (2015/16), «Рязань» и «Дизель» (2016/17). Сезон-2017/18 начал в чемпионате Казахстана, где играл за «Кулагер» и «Горняк» Рудный, после нового года перешёл в ЦСК ВВС.
Тренер команды «Комета» Самара в ЮХЛ (2019/20), тренер команды «Кометы» 2014 года рождения (2022—2024). С 2024 года — тренер в СШОР № 1 — ЦСК ВВС.